# اسکار گاتو
اسکار گاتو (ایتالیایی: Oscar Gatto؛ زادهٔ ۱ ژانویهٔ ۱۹۸۵) دوچرخه‌سوار اهل ایتالیا است.

## باشگاهی
از باشگاه‌هایی که در آن رکاب زده‌است می‌توان به تیم تینکوف، تیم دوچرخه‌سواری گرواشتاینر، ویلیر تریستینا–سله ایتالیا، لیکویگاس، اندرونی جوکاتولی–سیدرمک، و تیم آستانه اشاره کرد.